# 호밀 위스키

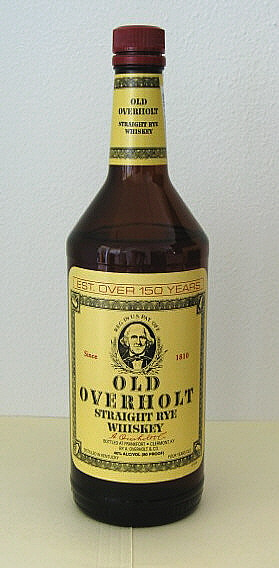
아메리칸 라이 위스키

호밀 위스키(Rye whiskey) 또는 라이 위스키는 다음의 두 가지 상반되지만 연관이 있는 위스키 종류 중 하나를 일컫는 말이다.

## 종류
- 아메리카 호밀 위스키 : 호밀을 최소한 51% 이상 포함한 곡물을 발효시킨 후 증류하여 만든 위스키
- 캐나다 위스키 : 제조 과정에서 약간의 호밀이 사용되거나 또는 실제로는 어떠한 호밀도 사용되지 않았으나, 역사적인 이유로 종종 '호밀 위스키'라고 불린다.